# Cryptopygus lamellatus
Cryptopygus lamellatus är en urinsektsart som först beskrevs av John Tenison Salmon 1941.  Cryptopygus lamellatus ingår i släktet Cryptopygus och familjen Isotomidae. Inga underarter finns listade i Catalogue of Life.